# Сосновый (Новгородская область)
Сосновый — посёлок в Окуловском муниципальном районе Новгородской области, относится к Боровёнковскому сельскому поселению. Посёлок расположен на Валдайской возвышенности, на северном берегу небольшого озера, в 16 км к северо-западу от Окуловки (23 км по автомобильной дороге), до административного центра сельского поселения — посёлка Боровёнка (3 км по автомобильной дороге).
| 2010 |
| ---- |
| 33   |

## Транспорт
Ближайшая железнодорожная станция расположена в Боровёнке. Через посёлок проходит автомобильная дорога из Боровёнки в Заручевье.